# Karakuli
Karakuli (en rus: Каракули) és un poble de l'óblast de Kírov, a Rússia, segons el cens del 2010 tenia 51. Pertany al districte (raion) de Viàtskie Poliani.